# Arimura Koji
Koji Arimura (sinh ngày 25 tháng 8 năm 1976) là một cầu thủ bóng đá người Nhật Bản.

## Sự nghiệp câu lạc bộ
Koji Arimura đã từng chơi cho Sagan Tosu, Oita Trinita, Nagoya Grampus Eight, Vissel Kobe và Roasso Kumamoto.